# 세계체제론
세계체제론(世界體制論, 영어: world-systems theory, world-systems analysis, world-systems perspective)은 세계를 하나의 사회체제로 파악하여 중심부와 주변부의 비대칭적 관계를 설명하는 이론이다. 1970년대 중반 뉴욕주립대학 교수인 이매뉴얼 월러스틴이 주창하였다.

## 세계체제론 등장 이전

### 페르낭 브로델
브로델의 주요한 관심은 랑케 사관에 대한 반발에서부터 시작된다. 랑케 사관은 역사를 있는 그대로 서술하는 객관주의 사관의 일종으로 볼 수 있는데, 브로델은 이 사관을 비판하며 역사는 연구자에 의해 구성되는 것이라는 E. H. 카의 사관과 유사한 역사관을 가지고 있다. 따라서 그는 역사가가 할 일은 진정으로 역사에서 의미 있다고 말할 수 있는 것을 찾아내려는 작업이라고 생각했다. 여기에서 브로델 이론의 주요한 개념인 ‘전체사’와 ‘문제사’로서의 역사가 중요하게 등장하게 된다.
‘전체사’란 역사의 대상을 분과학문 중심의 영역별로 분할하여 서술하는 것은 불가능하므로, 사회를 하나의 체제로 파악하고 그 전체를 서술해야 한다는 브로델의 주장이 담긴 개념이다. 정치사와 경제사 등의 분과 역사가 이데올로기적으로는 분리되어있을지 모르지만, 분명히 실제로는 하나로 존재한다는 것이다. ‘문제사’는 역사가 결코 사건의 내러티브적 서술이 아니라는 브로델의 주장을 담은 개념이다. 즉, 역사를 어떻게 탐구하느냐에 따라 역사를 재구성해서 쓰게 된다는 것이며, 이를 통해 역사가 자신은 자신의 문제설정이 역사의 서술에서 중요하다는 사실을 주지해야한다고 브로델은 주장했다.

#### ‘시간’개념
브로델은 역사의 지속 시간대를 네 종류로 나누는데, 그 길이가 가장 긴 초장기지속(très longue durée), 중세나 근대와 같은 장기지속(longue durée), 연계된 사건들의 유기적 집합인 콩종튀르(conjoncture), 그리고 사건의 시간대가 그것이다. 브로델은 이 4가지 시간 개념이 역사 속에서 중첩되어있다고 보았으며, 이를 통해 역사의 편년체(編年體)적 서술을 비판하고 역사학자는 역사를 연구할 때에 이와 같은 복잡한 시간관을 가지고 출발해야 한다고 주장했다. 그리고 역사학자가 주목해야 할 시간대는 장기지속과 콩종튀르라고 말했다. 이는 이후 조반니 아리기의 패권 분석과 ‘장기세기’개념 도입에 영향을 끼쳤다.

#### 삼층도식
삼층도식은 브로델이 《물질문명과 자본주의》(프랑스어: Civilisation matérielle, économie et capitalisme)에서 자본주의의 이해를 위해 제시한 분석틀이다. 층도식적 분석방법 중 마르크스의 토대-상부구조라는 유물론적 이층도식이 있는데, 브로델의 삼층도식이 이를 발전시켜 분석한 것인가 혹은 브로델이 독립적으로 정립시킨 모델인가에 대해서는 논란이 있다. 브로델은 맨 아래에 ‘물질문명’이 있고, 그 위에‘시장경제’, 다시 그 위에‘자본주의’가 있다는 식으로 자본주의를 분석한다. 그리고 자본주의는 아래에 있는 1, 2층을 억압하는 반시장(contre-marchè)으로서 존재한다고 주장한다.
물질문명은 의식주 문화와 같은 것이다. 지역마다 차이가 있고, 장시간 변하지 않는다. 쌀을 주식으로 삼는 지역과 밀을 주식으로 삼는 지역에서 발달한 문명이 서로 다르다는 것을 통해 이해하면 쉽다.
시장경제는 매우 투명한 경제체제로써, 모든 정보가 공유되고 개방되기 때문에 어느 누구도 일정량 이상의 이윤을 축적할 수 없다. 예를 들어, 재래시장에서 거래되는 물품은 양측이 이익을 얻기 위한 것이지만 이윤을 추구하는 행위는 아니다. 이와 같이 등가교환만이 공개적으로 이루어지는 완전경쟁시장을 브로델은 시장경제라고 칭했다.
자본주의는 반시장으로서의 독점이다. 자본주의 아래에서는 결코 완벽한 정보교환이 이루어지지 않으며, 따라서 완전경쟁이 일어날 수 없다. 브로델은 이 근거로, 자본주의는 이윤의 축적이 바탕인데, 독점 상태가 아니고서는 이윤이 일정량 이상으로 축적될 수 없기 때문에 자본주의는 반시장적 요소를 가진 억압적 질서라는 명제를 내세운다. 브로델은 상업자본주의를 분석하면서 중세의 상업자본주의가 가능했던 것이 국가가 인정한 소수의 상인이 유통을 과점하는 과정에 있다고 분석했다. 그리고 자본주의는 자유로운 형태변환이 가능해서, 유통과정에서 이윤이 더 이상 창출될 수 없는 경우에는 생산과정으로 옮겨가 산업자본주의와 같은 모습으로 변할 수 있다고 보았다.

### 칼 폴라니
폴라니는 그의 유명한 저서 《거대한 변환(The Great Transformation)》에서 19세기 영국 패권에 대한 분석을 감행함으로써 근대자본주의 비판가로 인정받는다. 폴라니의 관점이 제도주의 혹은 신제도주의로써 수용될 수 있는 가능성이 있다는 주장이 있으나 논란의 여지가 있다.

#### 19세기 영국 패권 분석
폴라니는 19세기의 영국 패권이 백년평화, 금본위제, 자기조정적 시장경제, 그리고 자유주의 국가라는 네 가지 틀을 통해 유지되었다고 분석했다. 《거대한 변환》은 그 패권이 20세기 초 들어 어떻게 위기에 빠지게 되는가를 보여준다.
백년평화는 세계적으로 매우 이례적인 현상이다. 실제로 영국이 패권을 장악한 100년간 유럽 내에서는 전면전이 없었다. 이전까지 백년 전쟁을 비롯한 갖가지 전면전으로 얼룩져왔던 유럽의 역사가 영국에 의해 정리된 것이다. 폴라니는 백년평화를 유지할 수 있었던 영국의 힘이 영토제국주의와 강한 해군력, 그리고 금본위제를 바탕으로 하고 있다고 말했다.
영국은 금본위제를 실시하면서 영국 파운드화를 국제결제 통화로 만들었다. 소위 기축통화가 된 것이다. 파운드화를 유일 태환권으로 만들면서 영국은 경제 패권을 구축할 수 있었다. 그러나 금본위제의 특성상 기축통화가 고정가치를 유지해야 안정적 국가간체계가 유지될 수 있기 때문에 통화주의적 경제정책을 수행할 수 없게 된다. 따라서 경제가 스스로 운용되는 상태를 그대로 내버려두어야 하고, 이를 뒷받침하는 이데올로기로써 보이지 않는 손에 의한 자기조정적 시장경제가 작용하게 된다.
그러나 자기조정적 시장경제는 불황이 발생할 경우 구제정책을 활용할 수 없다는 맹점 때문에 영국의 금본위제를 채택한 여러 국가들에서 결과적으로 자기조정적 시장경제가 위기를 양산하게 되고, 이를 제지하려는 사회의 반동이 나타나면서 영국 패권은 근본적으로 붕괴의 시작점으로 돌입하게 된다는 것이 폴라니의 견해이다. 폴라니는 이 반동을 ‘이중운동’이라고 하는데, 이 이중운동이 제1차 세계 대전 이후 추축국들을 중심으로는 파시즘의 형태로 나타나게 되고, 러시아의 경우에는 사회주의, 미국의 경우에는 뉴딜의 형태로 나타났다. 이 세 가지 이중운동 중에서 뉴딜이 점차 우위에 서게 됨으로써 비로소 20세기 미국 패권의 토대가 형성된다고 폴라니는 주장한다.

## 세계체제론의 본격적 등장

2000년 추정 국가별 세계 지도로, 핵심 국가(파란색), 반주변 국가(노란색), 주변 국가(빨간색)로 세계 체제 차별화를 사용한다. 체이스 던, 카와나, 브루어(2000)의 목록을 기반으로 한다.

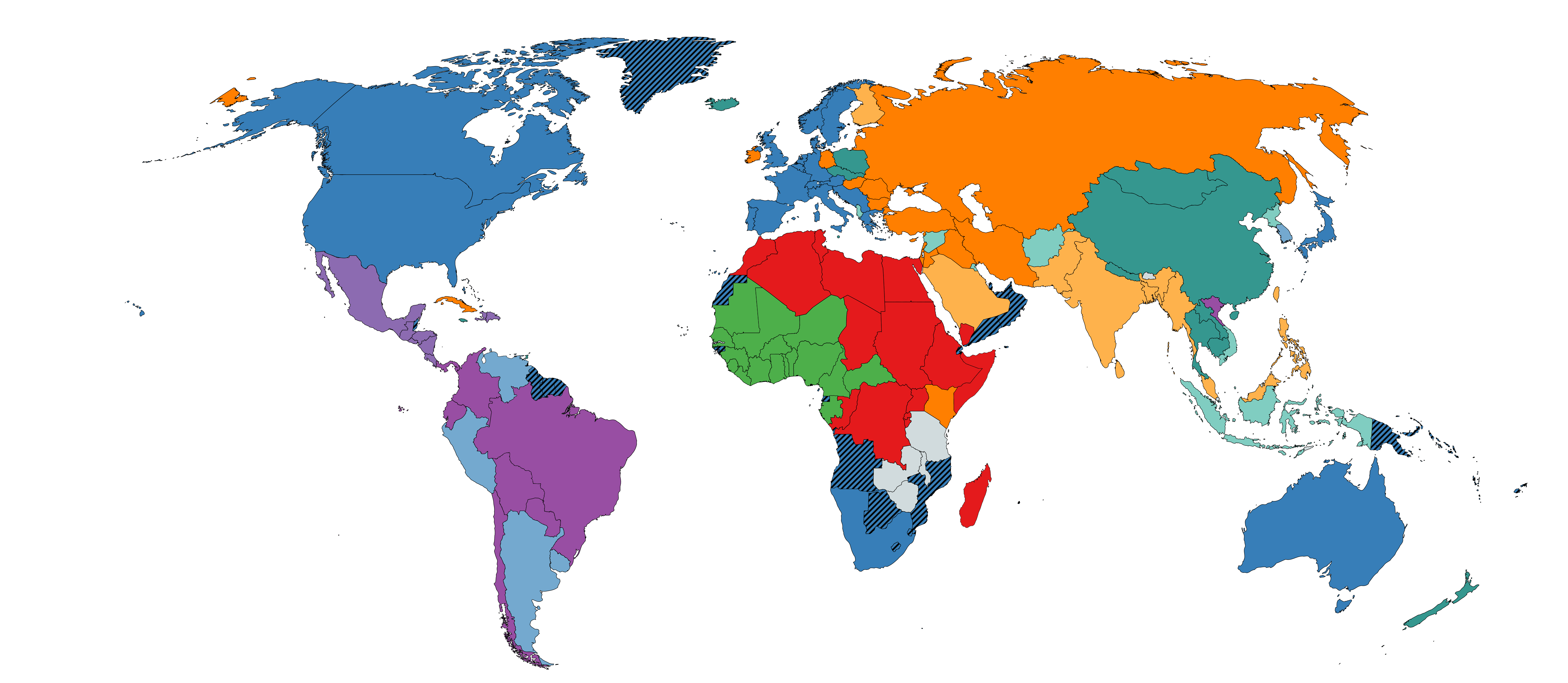
1965년 각국의 세계 지도는 무역, 군사 개입, 외교관 및 조약에 따라 '블록'으로 컬러 코딩되었다:
블록 A
블록 B
블록 C & 점선은 블록 C 국가의 식민지를 나타낸다
블록 C'
블록 D
블록 D'
블록 E
블록 E'
블록 F
블록 F'

세계 체제론(세계 시스템 분석 또는 세계 시스템 관점으로도 알려져 있다)는 세계사 및 사회 변화에 대한 다학제적 접근 방식으로, 국가가 아닌 세계 체제를 사회 분석의 주요(독점적이지는 않음) 단위로 강조한다. 세계 체제론 이론가들은 자신들의 이론이 국가의 흥망성쇠, 소득 불평등, 사회 불안, 제국주의를 설명한다고 주장한다.
세계 체제론은 전 세계를 핵심 국가, 반주변 국가, 주변 국가로 나누는 지역 간 및 초국가적 분업을 의미한다. 핵심 국가는 숙련도가 높고 자본 집약적인 산업을 보유하고 있으며, 나머지 국가는 숙련도가 낮고 노동 집약적인 산업과 원자재 추출을 보유하고 있다. 이는 핵심 국가들의 지배력을 지속적으로 강화한다. 이 구조는 분업으로 통일되어 있다. 자본주의 경제에 뿌리를 둔 세계 경제이다. 지난 몇 세기 동안 세계 시스템이 지리적으로 확장되고 경제적으로 강화되면서 특정 국가가 세계 패권국이 되었으며, 이러한 지위는 네덜란드에서 영국으로, 그리고 가장 최근에는 미국으로 넘어갔다.
임마누엘 월러스타인은 세계 체제론의 주요 지지자이다. 세계 체제론의 구성 요소는 페르난트 브라우델의 "롱게듀레", 앙드레 귄더 프랑크의 "저개발 개발", 단일 사회 가정이다. '롱게듀레'는 사회 체제가 지속적으로 재생산되는 일상적인 활동을 통해 점진적으로 변화하는 개념이다. "저개발 개발"은 주변 국가의 경제 프로세스를 핵심 국가의 개발과 반대되는 것으로 설명한다. 가난한 국가는 소수의 국가가 더 부유해질 수 있도록 빈곤에 처해 있다. 마지막으로, 단일 사회 가정은 다중 사회 가정에 반대하며 세상을 전체적으로 바라보는 것을 포함한다.

## 배경
임마누엘 월러스타인은 1970년대부터 세계 체제론의 가장 잘 알려진 버전을 개발했다. 월러스타인은 자본주의 세계 경제의 부상을 긴 16세기(1450~1640년경)부터 추적한다. 그가 보기에 자본주의의 부상은 봉건제도의 장기적인 위기(1290~1450년경)의 우연한 결과였다. 유럽(서양)은 이러한 이점을 활용하여 세계 경제의 대부분을 장악하고 산업화와 자본주의 경제의 발전과 확산을 주도하여 간접적으로 국제적 불평등을 초래했다.
다른 평론가들은 월러스타인의 프로젝트를 세계 체제의 "이론"이라고 말하지만, 그는 일관되게 이 용어를 거부한다. 월러스타인에게 세계 체제론은 19세기부터 물려받은 지식의 구조, 특히 자본주의의 정의, 사회과학 내부의 분열, 사회과학과 역사 사이의 분열을 초월하는 것을 목표로 하는 분석 방식이다. 그렇다면 월러스타인에게 세계 체제론은 "지식 운동"이다. 이는 인류 과학이라는 꼬리표 아래, 그리고 실제로 훨씬 더 멀리 행진된 것의 총체를 식별하려고 한다. 월러스타인은 사회, 경제, 정치라는 세 가지 영역의 환상을 뛰어넘기 위해 새로운 언어를 발명해야 한다고 주장한다. 삼위일체적 지식 구조는 생물물리학적 세계(신체 내 세계 포함)와 사회적 세계를 구분하는 또 다른 더 웅장하고 현대적인 구조에 기반을 두고 있다: 따라서 한 가지 의문은 21세기에 사회과학이라는 것을 별도의 지식 영역으로 정당화할 수 있을지 여부이다. 다른 많은 학자들도 이 "지식 운동"에 상당한 기여를 했다

## 기원

### 영향
1970년대에 세계 체제론의 흔적이 나타났다. Its 사회학에서 뿌리를 찾을 수 있지만, 매우 학제적인 분야로 발전했다.
세계 체제론은 현대화 이론을 대체하는 것을 목표로 하고 있었는데, 월러스타인은 이를 세 가지 이유로 비판했다:
1. 유일한 분석 단위로서 국가에 초점을 맞추고 있다.
2. 모든 국가에 진화 발전의 단일 경로인 사회문화적 진화만이 존재한다는 가정이다.
3. 지역 및 국가 발전을 제약하는 초국가적 구조를 무시한 것이다.

세계 체제론의 전신에는 크게 세 가지가 있다: 아날레스 학파, 마르크스주의 전통, 의존성 이론이다. 페르난드 브라우델이 대표하는 아날레스 학파 전통은 월러스타인이 분석의 단위로서 장기적인 과정과 지리 생태학적 영역에 집중하는 데 영향을 미쳤다. 마르크스주의는 사회적 갈등에 대한 스트레스, 자본 축적 과정과 경쟁적 계급 투쟁에 대한 집중, 관련 총체에 대한 집중, 사회 형태의 일시적 성격, 갈등과 모순을 통한 변증법적 운동 감각을 추가했다.
세계 체제론은 개발 과정에 대한 신마르크스주의적 설명인 의존성 이론의 영향도 크게 받았다.
세계 체제론에 대한 다른 영향은 칼 폴라니, 니콜라이 콘드라티예프와 같은 학자들로부터 비롯되었다. 그리고 조셉 슘페터. 이 학자들은 비즈니스 주기를 연구하고 호혜적, 재분배적, 시장적 세 가지 기본 경제 조직 방식의 개념을 개발했다. 월러스타인은 이러한 개념을 미니 시스템, 세계 제국, 세계 경제에 대한 논의로 재구성했다.
월러스타인은 자본주의 세계 경제의 발전이 전 세계 인구의 많은 부분에 해롭다고 생각한다. 월러스타인은 1970년대 이후를 구성을 미리 결정할 수 없는 미래의 세계 체제에 자리를 내줄 '전환의 시대'로 보고 있다.
올리버 콕스, 사미르 아민, 지오바니 아리기, 안드레 건더 프랭크 등 세계 체제론 사상가들이 크리스토퍼 체이스-던, 비벌리 실버, 자넷 아부 루호드, 리민키, 쿠니버트 래퍼 등이 주요 기고를 했다. 사회학에서 주요 대안적 관점은 존 W. 마이어가 공식화한 세계 정치 이론이다.

### 종속 이론
세계 체제론은 종속 이론을 기반으로 하지만 근본적으로도 다르다. 월러스타인은 세계 불평등, 세계 시장, 제국주의를 역사 자본주의의 근본적인 특징으로 받아들이면서 정통 의존 이론의 중심 명제를 깨뜨렸다. 월러스타인에게 핵심 국가는 두 가지 기본적인 이유로 가난한 국가를 착취하지 않는다.
첫째, 핵심 자본가들은 자본주의 세계 경제의 모든 영역(주변부 뿐만 아니라)에서 노동자들을 착취하기 때문에 핵심과 주변부 사이의 중요한 재분배는 추상적으로 구상된 "부"나 "자원"이 아닌 잉여 가치이다. 둘째, 자본주의는 국제적 분업이 아닌 지역 간 초국적 분업을 중심으로 조직되기 때문에 종속 이론에서 제안하는 것처럼 핵심 국가는 가난한 국가를 착취하지 않는다. 셋째, 대도시 지역, 초국가적 연합 및 양자주의 협정과 같은 경제적으로 관련된 구조는 국가와 국경의 경제적 중요성을 약화시키고 모호하게 만드는 경향이 있다.
예를 들어, 산업 혁명 기간 동안 영국 자본가들은 미국의 반주변 국가인 아메리카 남부의 면화 지대에서 노예(비자유 노동자)를 착취했다.
페르난도 헨릭 카르도소는 대체로 웨버의 관점에서 종속성 이론의 주요 원칙을 다음과 같이 설명했다:
- 선진 자본주의 핵심 국가들에 의한 주변 국가들과 반주변 국가들의 금융 및 기술 침투가 있다.
- 이는 주변 사회 내부와 그들과 중앙 국가 간의 불균형한 경제 구조를 초래한다.
- 이는 주변부의 자생적 성장에 제한을 초래한다.
- 이는 계급 관계의 특정 패턴이 나타나는 데 도움이 된다.
- 경제의 기능과 사회의 정치적 표현을 보장하기 위해 국가의 역할을 수정해야 하며, 그 안에는 비예술성과 구조적 불균형의 초점이 포함되어 있다.[27]

의존성 이론과 세계 체제론은 빈곤 국가의 빈곤과 후진성이 국제 분업에서 주변적 위치에 있기 때문에 발생한다고 제안한다. 자본주의 세계 체제가 진화한 이후 중앙 국가와 주변 국가의 구분은 점점 더 커지고 다양해졌다. 분업의 삼자 패턴을 인식하면서 세계 체제론은 핵심과 주변부로만 구성된 이중 모드 체제로 의존성 이론을 비판했다.

### 임마누엘 월러스타인
세계 체제 접근 방식의 가장 잘 알려진 버전은 임마누엘 월러스타인이 개발했다. 월러스타인은 세계 체제론은 단일 학문적 역사 사회 과학을 요구하며, 19세기의 산물인 현대 학문은 별도의 논리가 아니기 때문에 심각한 결함이 있다고 주장하며, 예를 들어 학문 분야 학자들 간의 분석의 '사실적' 중복에서 알 수 있다. 월러스타인은 1974년에 간략하게 정의한 세계 체제에 대한 몇 가지 정의를 제시한다:
체제는 단일 분업과 여러 문화 체제를 갖춘 단위로 정의된다.

그는 또한 더 긴 정의를 제시했다:
...경계, 구조, 구성원 그룹, 합법화 규칙, 일관성을 가진 사회 시스템이다. 사회 시스템의 삶은 각 그룹이 자신에게 유리하게 재형성하기 위해 영원히 노력할 때 긴장으로 서로를 붙잡고 찢어버리는 상충되는 힘으로 구성된다. 유기체의 특성을 가지고 있으며, 어떤 측면에서는 그 특성이 변화하고 다른 측면에서는 안정적으로 유지된다는 점에서 유기체의 특성을 가지고 있다. 그 구조는 그 기능의 내부 논리 측면에서 다른 시간에 강하거나 약하다고 정의할 수 있다.

1987년 월러스타인은 이를 다시 정의했다:
... 세계의 체제가 아니라 세계일 수 있고 그럴 수 있는 체제는 대부분 지구 전체보다 작은 지역에 위치해 있다. 세계 체제론에 따르면 우리가 작동하는 사회 현실의 단위는 규칙이 우리를 제약하는 대부분의 경우 이러한 세계 체제라고 주장한다(한때 지구에 존재했던 지금은 멸종된 미니 시스템 제외). 세계 체제론에 따르면 지금까지 세계 체제에는 두 가지 종류만 존재했다고 한다: 세계 경제와 세계 제국. 세계 제국(예: 로마 제국, 한나라)은 하나의 정치적 중심과 축방향 분업이 있지만 여러 문화를 가진 대규모 관료 구조이다. 세계 경제는 여러 개의 정치적 중심과 여러 문화를 가진 대규모 축방향 분업이다. 영어에서 하이픈은 이러한 개념을 나타내기 위해 필수적이다. "세계 체제론"은 세계 역사상 단 하나의 세계 체제만 존재했음을 시사한다.— 

월러스타인은 세계 체제를 '주변 국가'에서 '핵심 국가'로 잉여 가치를 재분배하는 일련의 메커니즘으로 특징짓는다. 그의 용어에서 '핵심'은 세계의 선진국, 산업화된 지역이고, '주변'은 '저개발', 일반적으로 원자재를 수출하는 가난한 지역이며, '시장'은 '핵심'이 '주변'을 활용하는 수단이다.
이와는 별도로 월러스타인은 세계 체제의 네 가지 시간적 특징을 정의한다. "사이클릭 리듬"은 경제의 단기 변동을 나타내며, "세속적 추세"는 일반적인 경제 성장 또는 쇠퇴와 같은 장기적인 경향이 더 깊어지는 것을 의미한다. '모순'이라는 용어는 일반적으로 단기 대 장기 트레이드오프에 관한 체제의 일반적인 논란을 의미한다. 예를 들어, 임금 하락으로 인해 단기적으로는 자본가의 이윤이 증가하지만 장기적으로는 임금 하락으로 인해 상품에 대한 수요가 감소하여 결정적으로 해로운 영향을 미칠 수 있는 소비 부족 문제이다. 마지막 시간적 특징은 '위기'이다. 일련의 상황이 체제의 종말을 초래할 경우 위기가 발생하는 '위기'이다.
월러스타인이 보기에 인류 역사에는 세 가지 종류의 역사적 체계가 존재했다:"미니 시스템" 또는 인류학자들이 밴드, 부족, 작은 족장, 그리고 두 가지 유형의 세계 체제라고 부르는 것, 하나는 정치적으로 통일된 것이고 다른 하나는 그렇지 않은 것이다(단일 국가 세계 제국과 다도 세계 경제). 세계 체제는 더 크고 민족적으로 다양하다. 자본주의 세계 경제인 현대 세계 체제는 1450~1550년경에 등장한 최초이자 유일한 세계 체제로, 약 1900년까지 지구 전체에 지리적으로 확장되었다는 점에서 독특하다. 많은 정치 단위가 주간 체제(세계 체제론)으로 묶여 있고 자본주의 기업에 기반한 분업을 통해 세계 경제로 정의된다.

## 중요성
세계 체제론은 세계 역사와 핵심 국가의 제국주의 동기, 중앙 아메리카 개발도상국의 자연재해 이후 미국의 원조와 같은 기타 개입을 이해하거나 다른 핵심 국가에 정권을 강요하는 데 유용할 수 있다. 주 간 시스템을 시스템 상수로 사용할 때, 세 계층의 상대적 경제력은 발전하고 있는 것으로 보이는 주에서 증가하고 있는 내부 불평등을 나타낸다. 그러나 일부에서는 이 이론이 카리브해 설탕 농장에서 구현되는 노동 패턴과 같이 세계 경제와 무관한 현지 혁신 노력을 무시한다고 주장한다. 다른 현대 글로벌 주제는 세계 체제론으로 쉽게 거슬러 올라갈 수 있다.
기후 변화와 산업 기업의 미래에 대한 전 세계의 이야기처럼, 세계 체제론은 글로벌 기후 논의 테이블에 앉기를 원하는 77개 주변 및 반주변 국가 연합인 G-77 그룹의 창설을 설명하는 데 도움이 될 수 있다. 이 그룹은 1964년에 결성되었지만 현재 130명 이상의 회원이 다자간 의사 결정을 지지하고 있다. 창설 이후 G-77 회원국들은 1) 경제적 영향력의 상대적 크기에 따른 취약성 감소, 2) 국가 발전을 위한 성과 개선이라는 두 가지 주요 목표를 가지고 협력해 왔다. 세계 체제론은 오존층에 대한 CO2 배출량의 피해를 추적하는 데에도 사용되었다. 세계 경제의 진입과 관여 수준은 국가가 지구에 미치는 피해에 영향을 미칠 수 있다. 일반적으로 과학자들은 GDP를 기준으로 한 국가의 CO2 배출량에 대해 가정할 수 있다. 수출이 많은 국가, 부채가 있는 국가, 사회 구조가 혼란스러운 국가가 상위 주변부 계층에 속한다. 이 분야에서 더 많은 연구가 이루어져야 하지만, 과학자들은 핵심, 반주변부 및 주변부 라벨을 CO2 강도 지표로 부를 수 있다.
건강 영역에서 연구에 따르면 설탕과 방부제가 풍부한 포장 식품과 음료를 주변부가 수용함으로써 덜 산업화된 국가의 효과가 입증되었다. 핵심 주에서는 많은 양의 가공 지방 식품을 가난한 주에 버림으로써 혜택을 누리고 있지만, 비만과 당뇨병 및 만성 심장 질환과 같은 관련 만성 질환이 기록적으로 증가하고 있다. 현대화 이론의 일부 측면이 전 세계 비만 위기를 개선하는 것으로 밝혀졌지만, 세계 체제론 접근 방식은 진행 과정의 허점을 확인한다.
지식 경제와 금융은 이제 핵심 주에서 산업을 지배하고 제조업은 반주변부와 주변부로 전환했다. 기술은 국가를 핵심 또는 반주변부 대 주변부로 배치하는 데 있어 결정적인 요소가 되었다. 월러스타인의 이론은 가난한 국가들이 더 나은 경제 개발로 나아갈 여지를 남겼지만, 그는 또한 주변 국가에서 자원을 추출하는 핵심 국가가 있는 한 항상 주변 국가의 필요성이 존재할 것이라고 인정한다. 현대성의 마지막 표시로서 월러스타인은 옹호자들이 이 세계 체제의 핵심이라고 인정한다: "착취와 착취를 피할 수 없는 것으로 받아들이지 않는 것은 현대의 지속적인 적대감을 구성하는 것이다."

## 특징

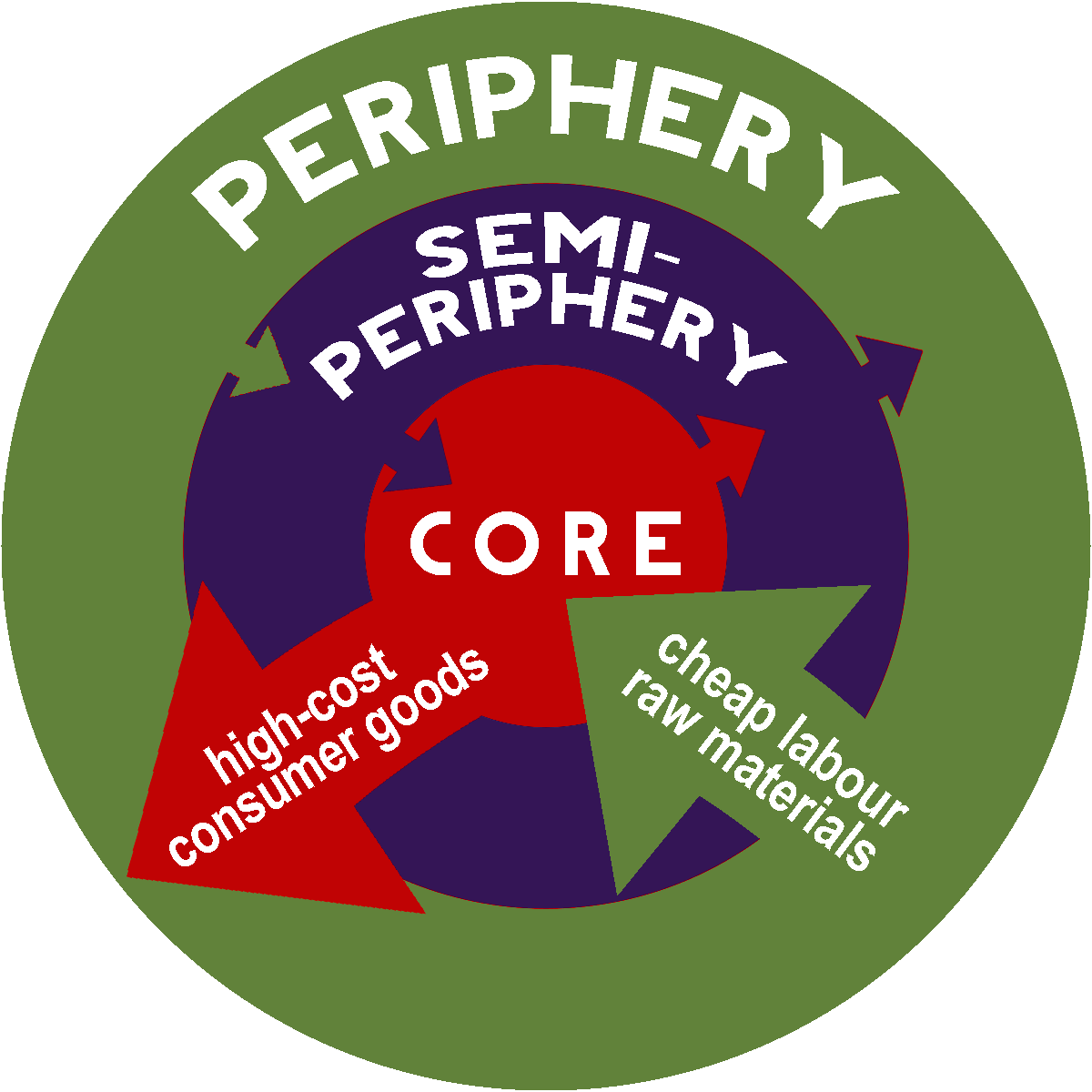
세계 체제론에서 사용되는 것과 같은 핵심 주변 체제의 모델

세계 체제론에 따르면 자본주의는 역사적 체제로서 항상 다양한 노동 형태를 기능하는 분업(세계 경제) 내에 통합해 왔다고 주장한다. 국가에는 경제가 없지만 세계 경제의 일부이다. 세계 경제는 분리된 사회나 세계가 아니라 핵심, 반주변 및 주변 영역을 포함하는 3자 분업이 나타난다. 핵심 영역에서 기업은 그들이 운영하는 국가의 지원을 받아 분업 중 가장 수익성이 높은 활동을 독점한다.
특정 국가를 핵심 국가, 반주변 국가 또는 주변 국가로 귀속시키는 데는 여러 가지 방법이 있다. 2004년 피아나는 두 국가 관계에서의 지배에 대한 경험적 기반의 명확한 공식적 정의를 사용하여 '핵심'을 지배하지 않고 다른 국가를 지배하는 '자유 국가', '반주변 국가'를 지배하는 국가(보통 핵심 국가에 의해 지배되지만 반드시 그렇지는 않은), 동시에 다른 국가(보통 주변 국가)를 지배하는 국가와 지배하는 '주변 국가'로 구성된다고 정의했다. 1998년 데이터를 기반으로 세 지역의 국가 전체 목록과 방법론에 대한 논의를 확인할 수 있다.
18세기 말과 19세기 초는 자본주의 발전의 큰 전환점이었으며, 이는 자본주의의 부상을 알리는 산업 혁명을 더욱 심화시켰다. 세계 체제론에 따르면 자본주의는 이전에 형성된 역사적 체제로서 국가가 단계적으로 "발전"하는 것이 아니라 국가가 단계적으로 "발전"한다고 주장하며, 국가 발전 신화의 세 가지 이념인 보수주의, 자유주의, 급진주의의 출현이라는 역사적 자본주의 발전의 한 단계로서 사건은 다른 의미를 갖는다.

월러스타인의 세계 체제론에 따른 국가 분류: 핵심, 반주변 및 주변.

세계 체제론의 지지자들은 칼 마르크스가 계급(생산 수단의 소유권 대 비소유권)을, 막스 베버가 계급(소유권 외에도 생산 과정에서 직업적 기술 수준을 강조한)을 보는 것과 같은 방식으로 세계 계층화 체제를 본다. 핵심 국가들은 주로 세계의 주요 생산 수단을 소유하고 통제하며 상위 수준의 생산 작업을 수행한다. 주변 국가들은 (주변 국가에 위치한 경우에도) 세계 생산 수단을 거의 소유하지 않으며 숙련도가 낮은 노동력을 제공하지 않는다. 국가가 있는 계급 제도와 마찬가지로 세계 경제에서 계급 지위는 보상이나 자원의 불평등한 분배를 초래한다. 핵심 국가는 잉여 생산에서 가장 큰 비중을 받고 주변 국가는 가장 적은 비중을 받는다. 또한 핵심 국가는 일반적으로 비핵심 국가로부터 원자재 및 기타 상품을 저렴한 가격에 구매하고 비핵심 국가로의 수출을 위해 더 높은 가격을 요구할 수 있다. Chirot(1986)는 주변 국가를 지배함으로써 핵심 국가에 가져다주는 가장 중요한 5가지 이점을 나열한다:
1. 대량의 원자재에 대한 접근성
2. 저렴한 노동력
3. 직접 자본 투자로 인한 막대한 수익
4. 수출 시장
5. 이러한 사람들이 비핵심에서 핵심으로 인간 이주하는 과정을 통해 숙련된 전문 노동력을 확보한다.[41]

월러스타인에 따르면 현대 세계 시스템의 고유한 특성에는 자본주의적 특성, 진정한 글로벌 특성, 정치적으로 세계 제국으로 통일되지 않은 세계 경제라는 사실이 포함된다고 한다.

### 핵심 상태
일반적으로 핵심 상태이다:
- 경제적으로나 군사적으로나 가장 경제적으로 다각화되고 부유하며 강력한 기업이다.[4][10]
- 강력한 중앙 정부가 광범위한 관료제와 강력한 군대를 통제한다.[4][10]
- 대내외적으로 경제 문제를 관리하는 데 도움이 되는 더 강력하고 복잡한 국가 기관을 보유한다.
- 국가 기관이 강력한 경제를 위한 인프라를 제공할 수 있도록 과세 기반이 충분히 넓는다.
- 고도로 산업화되어 있으며 원자재 대신 수출용으로 제조된 상품을 생산한다.[4]
- 점점 더 정보, 금융 및 서비스 산업을 전문으로 하는 경향이 커지고 있다.
- 새로운 기술과 신산업의 선두에 자주 서 있다. 현대의 예로는 전자 및 생명공학 산업이 있다. 조립 라인의 사용은 이러한 추세의 역사적인 예이다.
- 강력한 부르주아와 노동 계급을 가지세요[4]
- 비핵심 주에 대한 중요한 영향력을 행사한다.[4]
- 외부 통제로부터 비교적 독립적이다.

세계 시스템 이론 (더너웨이&켈랜드, 2015)

현대 세계 체제의 역사를 통틀어 핵심 국가 그룹은 주변 국가보다 세계 자원에 대한 접근성, 경제적 지배력, 헤게모니를 놓고 경쟁해 왔다. 때때로 한 핵심 국가가 다른 핵심 국가보다 명확한 지배력을 가지고 있었다. 임마누엘 월러스타인에 따르면, 핵심 국가는 세 가지 형태의 경제적 지배력에서 우위를 점할 때 다른 모든 국가보다 우위를 점한다:
1. 생산성 우위를 통해 한 국가는 다른 국가에 비해 저렴한 가격으로 고품질의 제품을 개발할 수 있다.
2. 생산성 우위는 무역 우위로 이어질 수 있다. 이 경우 다른 국가가 다른 국가보다 더 많은 제품을 구매하기 때문에 지배적인 국가에 유리한 무역 균형이 있다.
3. 무역 지배력은 금융 지배력으로 이어질 수 있다. 이 시점에서 이탈하는 것보다 더 많은 돈이 국내로 유입되고 있다. 지배적인 국가 출신의 은행가들은 세계 금융 자원에 대한 더 큰 통제권을 확보하는 경향이 있다.[42]

한 국가가 이 지경에 도달하면 군사적 지배도 가능할 것이다. 그러나 현대 세계 체제 전반에 걸쳐 어떤 국가도 군사력을 사용하여 경제적 지배력을 확보할 수 없었다고 주장해 왔다. 과거의 각 지배 국가는 상당히 적은 수준의 군사 지출로 지배적 지위를 갖게 되었고 나중에 군사력을 확장하면서 경제적 지배력을 잃기 시작했다. 역사적으로 주요부는 유럽 북서부(영국, 프랑스, 네덜란드)에서 나타났지만, 나중에 미국, 캐나다, 호주 등 다른 지역에서도 나타났다.

### 주변부 상태
- 경제적으로 다각화가 가장 적는다.
- 상대적으로 약한 정부가 있다.[4][10]
- 인프라 개발을 지원하기에는 과세 기반이 너무 작아 상대적으로 취약한 기관이 있다.
- 원자재를 추출하여 핵심 주에 수출하는 등 한 가지 유형의 경제 활동에 의존하는 경향이 있다.[4][10]
- 적어도 산업화된 경향이 있다.[10]
- 핵심 국가로 수출하기 위해 값싼 비숙련 노동력을 활용하기 위해 국내로 들어오는 핵심 국가의 다국적 기업(또는 국제 기업 초국적) 기업의 투자 대상이 되는 경우가 많다.
- 소규모 부르주아와 대규모 농민이 있다.[4]
- 가난하고 교육받지 못한 사람들의 비율이 높은 인구가 많은 경향이 있다.
- 토지의 대부분을 소유하고 다국적 기업과 수익성 있는 관계를 맺고 있는 소규모 상류층으로 인해 사회적 불평등이 매우 높은 경향이 있다.
- 핵심 국가와 그 다국적 기업의 광범위한 영향을 받는 경향이 있으며, 핵심 국가를 돕고 주변 국가의 장기적인 경제 전망을 해치는 경제 정책을 따라야 하는 경우가 많다.[4]

역사적으로 주변 지역은 라틴 아메리카와 오늘날 사하라 이남 아프리카와 같은 유럽 이외의 지역에서 발견되었다.

### 반주변부 상태
반주변 상태는 코어와 주변 상태의 중간에 있는 상태이다. 따라서, 그들은 주변 국가의 범주에서 벗어나야 한다. 그들은 핵심 주에 합류해야 한다. 따라서, 그들은 세 가지 카테고리에 가장 공격적인 정책을 적용하는 경향이 있다. 이들은 산업화와 보다 다각화된 경제로 나아가는 국가들인 경향이 있다. 이 지역들은 비교적 발전하고 다각화된 경제를 가지고 있지만 국제 무역에서 지배적이지 않은 경우가 많다. 그들은 주변 국가로 더 많이 수출하고 무역의 핵심 국가에서 더 많이 수입하는 경향이 있다. Chirot와 같은 일부 학자들에 따르면, 그들은 주변 사회만큼 외부 조작의 대상이 아니지만 다른 학자들(Barfield)에 따르면 핵심까지 "주변적인" 관계를 맺고 있다고 한다. 일부 코어의 영향권에 있는 반면, 반주변 지역은 일부 주변 지역에 대해 자체적으로 통제권을 행사하는 경향이 있다. 또한 세미 페리페리어는 코어와 페리페리어 사이에서 버퍼 역할을 한다 따라서 "부분적으로 주로 주변 지역에 위치한 그룹이 핵심 국가에 불리하게 작용할 수 있는 정치적 압력을 회피"하고 세계 시스템을 안정화한다.
반주변은 주변 환경을 개발하고 코어를 감소시킴으로써 존재할 수 있다. 역사적으로 반주변 국가의 두 가지 예는 초기 핵심 지위에서 떨어졌지만 여전히 라틴 아메리카에서 영향력을 유지한 스페인과 포르투갈이다. 이들 국가는 미국 식민지에서 은과 금을 수입했지만 영국과 프랑스와 같은 핵심 국가에서 제조품 비용을 지불하는 데 사용해야 했다. 20세기에는 호주, 캐나다, 뉴질랜드의 '정착 식민지'와 같은 주는 반주변적 지위를 가졌다. 21세기에는 브라질, 러시아, 인도, 중국, 남아프리카공화국(BRICS), 이스라엘과 같은 주는 일반적으로 반주변적인 지위를 가지고 있었다.

### 주간고속도로 시스템
핵심 국가, 주변 국가 및 반주변 국가 사이에는 상호 연결된 국가 관계, 즉 국가 간 시스템이 있다. 국가 간 시스템은 국가가 서로의 주권을 인정하고 서로 간에 협정과 규칙을 형성하기 시작하면서 "긴" 16세기에 걸쳐 자본주의 세계 시스템이 발전하면서 부수적인 과정으로 또는 그 결과로 발생했다.
월러스타인은 국가 주권(주권, 권력, 시장 통제 등)의 다양한 지표가 총합에서 0까지 다양할 수 있기 때문에 개별 국가를 구성하는 정확한 것이 무엇인지에 대한 구체적인 규칙은 없다고 썼다. 또한 주 내부, 외부, 국경 전역에 위치한 다양한 그룹이 세계 경제에서 더 나은 수익을 얻기 위해 국가 권력을 늘리거나 줄이려고 할 수 있기 때문에 어떤 그룹이 국가를 통제하는지에 대한 명확한 규칙도 없었다. 그럼에도 불구하고 "강한 국가와 약한 국가의 상대적 권력 연속체는 400여 년 동안 상대적으로 변하지 않았으며" 이는 보편적인 국가 시스템은 없지만 특정 규칙과 전제 조건을 강화하기 위해 존재했던 국가 행동의 합에서 국가 간 시스템이 발전했음을 의미한다. 이러한 규칙에는 일관된 생산 관계를 유지하고 글로벌 시장의 가격 구조를 유지하기 위해 국경을 넘어 자본, 상품 및 노동의 흐름을 규제하는 것이 포함되었다. 약소국이 이러한 규칙을 선호하는 대로 다시 작성하려고 시도하면 일반적으로 강소국이 개입하여 상황을 바로잡는다.
국가 간 시스템의 이념은 주권 평등이며, 시스템은 일반적으로 개별 국가의 힘에 대한 일련의 제약을 제시하지만, 시스템 내 국가는 "주권적이지도 않고 평등하지도 않다". 강대국은 약소국에 의지를 강요할 뿐만 아니라 다른 강대국에도 제한을 가하고 강화된 국제 규칙을 추구하는 경향이 있는데, 이는 위반된 규칙에 대한 결과를 집행하는 것이 매우 유익하고 비교 우위를 부여할 수 있기 때문이다.

### 외부 영역
외부 영역은 자본주의 세계 경제와 독립하여 사회적으로 필요한 분업을 유지하는 영역이다.

## 세계사의 해석

13세기 세계 시스템

월러스타인은 오늘날의 세계 시스템의 기원을 "긴 16세기"(서유럽 선원들이 크리스토퍼 콜럼버스가 아메리카 대륙을 발견하면서 시작되어 1640년 영국 혁명으로 끝난 시기)까지 추적한다.  그리고 월러스타인에 따르면 세계화, 즉 세계 체제의 탄생은 지난 500년 동안 자본주의의 확산과 발전에 수반되는 과정이다.
자넷 아부 루호드는 왈러스타인이 확인한 현대 세계 시스템이 형성되기 전인 13세기에 유라시아 전역에 광범위한 전근대 세계 시스템이 존재했다고 주장한다. 그는 몽골, 몽골 제국의 비밀 역사가 현대 세계 시스템이 부상하기 전인 13세기에 중국, 인도, 무슬림 및 유럽 지역을 하나로 묶는 데 중요한 역할을 했다고 주장한다. 월러스타인은 토론에서 루고드의 시스템이 통합 생산 네트워크를 수반하지 않았기 때문에 '세계 시스템'이 아니라 방대한 무역 네트워크였다고 주장한다.

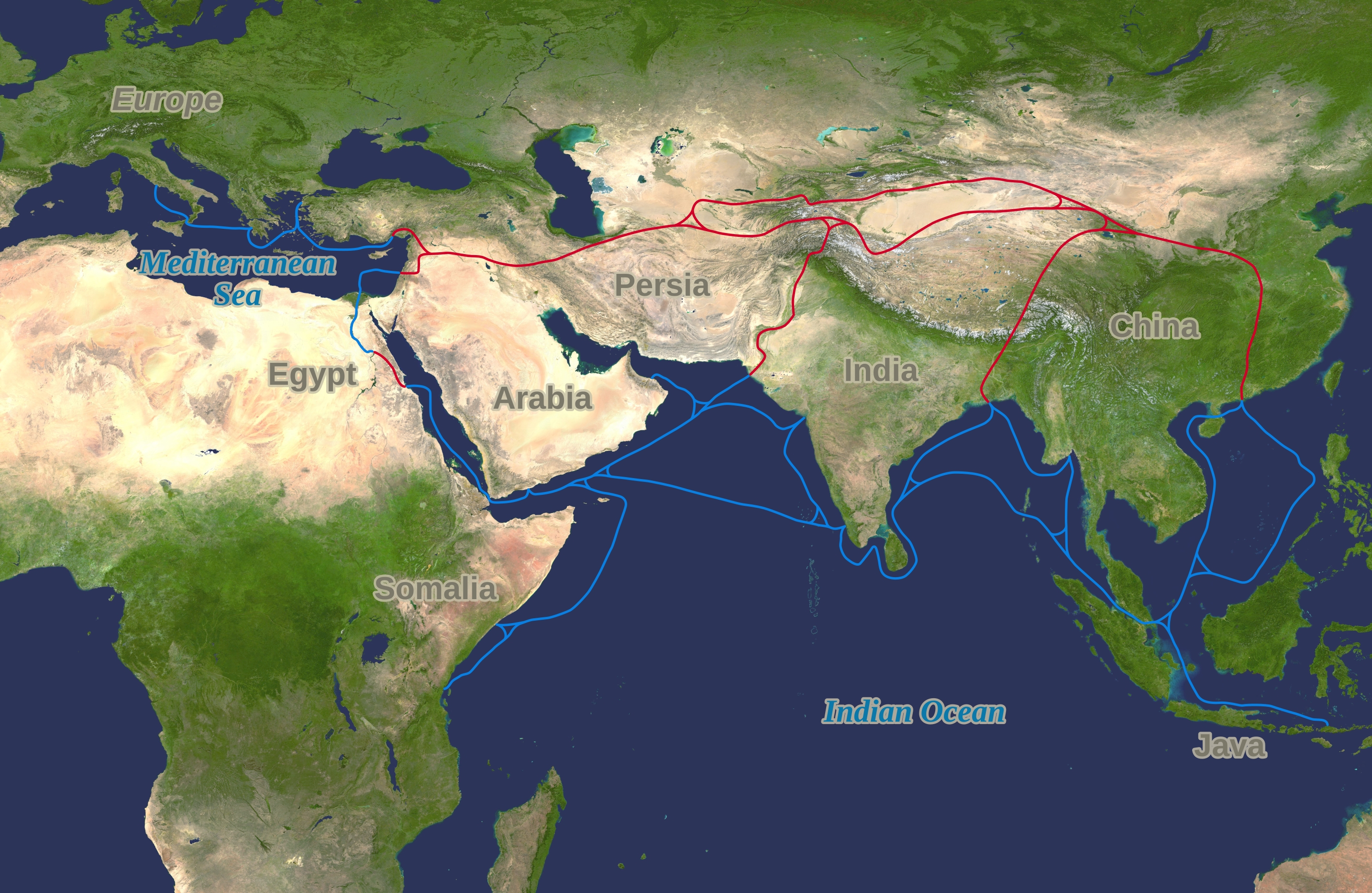
11세기 세계 시스템

안드레 건더 프랭크는 더 나아가 아시아, 유럽, 아프리카를 포함하는 글로벌 세계 시스템이 기원전 4천 년부터 존재해 왔다고 주장한다. 이 시스템의 중심은 아시아, 특히 중국이었다. 안드레이 코로타예프는 프랭크보다 더 멀리 나아가 세계 시스템 형성의 시작을 기원전 10천 년으로 거슬러 올라가 중동 신석기 혁명의 시작과 연결시킨다. 그에 따르면 이 시스템의 중심은 원래 서아시아에 있었다고 한다.
16세기 이전까지 유럽은 봉건제가 경제를 지배했다. 유럽 경제는 12세기 중반부터 14세기까지 성장했지만 14세기부터 15세기 중반까지 중세 후기의 위기를 겪었다. 월러스타인은 이 위기가 다음과 같은 이유로 발생했다고 설명한다:
1. 농업 생산의 정체 또는 감소, 농민의 부담 증가,
2. 기후 조건 변화로 인한 농업 생산성 감소(소빙하기),
3. 전염병의 증가(흑인 사망),
4. 경제 사이클에서 봉건 경제의 최적 수준에 도달했으며, 경제는 이를 넘어 경기 침체기에 접어들었다.[10]

봉건 제도의 실패에 대한 대응으로 유럽 사회는 자본주의 체제를 수용했다. 유럽인들은 우수한 군대를 이용해 무역로를 장악하고 전 세계를 탐험하고 무역할 수 있는 기술을 개발하려는 동기를 얻었다. 유럽인들은 초기의 작은 이점을 활용했고, 이로 인해 유럽에서 부와 권력의 축적이 가속화되었다.
월러스타인은 무역 연결이 수많은 정치적 경계를 넘나들며 전 세계를 아우르는 경제 시스템을 가진 적이 없었다고 지적한다. 과거에는 지리적으로 큰 경제 시스템이 존재했지만 대부분 로마 제국과 같은 거대 제국의 지배 영역에 국한되어 있었으며, 자본주의의 발전으로 세계 경제는 개별 국가를 넘어 확장될 수 있었다. 국제 분업은 여러 지역, 노동 조건 및 정치 시스템 간에 어떤 관계가 존재하는지 결정하는 데 중요한 역할을 했다. F또는 분류 및 비교 목적으로 월러스타인은 핵심, 반주변, 주변부, 외부 국가의 범주를 소개했다. 핵심 국가들은 자본 집약적인 생산을 독점했고, 나머지 국가들은 인력과 원자재만 공급할 수 있었다. 그 결과 불평등은 기존의 불평등한 발전을 강화했다.
월러스타인에 따르면 현대 세계 시스템에서 핵심 국가가 지배한 시기는 단 세 번뿐이며, 각각 100년 미만으로 지속되었다. 유럽 지배가 부상한 초기 몇 세기 동안 북서부 유럽은 핵심, 지중해 유럽은 반주변, 동유럽과 서반구(및 아시아의 일부)는 주변부를 구성했다. 1450년경, 스페인과 포르투갈은 자본주의 세계 경제에 적합한 조건이 갖춰지면서 초기 주도권을 잡았다. 그들은 해외 식민지 건설에 앞장섰다. 그러나 포르투갈과 스페인은 주로 제국 건설로 과도하게 확장되면서 주도권을 잃었다. 전 세계의 수많은 식민지를 지배하고 보호하는 데 너무 많은 비용이 들었다.

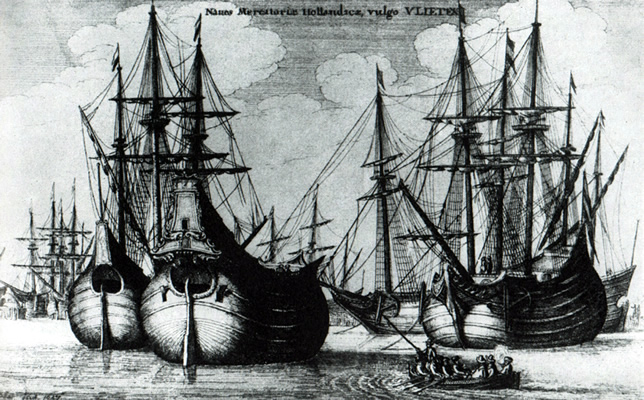
17세기 네덜란드의 이동

네덜란드가 혁명을 일으켜 많은 역사가들이 혁명으로 간주하는 새로운 금융 시스템으로 이어진 17세기에 네덜란드가 처음으로 지배권을 확보했다. 인상적인 조선 산업은 다른 국가로의 더 많은 수출을 통해 경제 지배력에 기여하기도 했다. 결국 다른 나라들도 네덜란드가 만든 재정적 방법과 효율적인 생산을 모방하기 시작했다. 네덜란드가 지배적인 지위를 얻은 후 생활 수준이 상승하여 생산 비용이 증가했다.
네덜란드 은행가들은 수익성 있는 투자를 위해 해외로 나가기 시작했고, 자본(경제)의 흐름은 특히 영국으로 이동했다. 17세기 말 네덜란드의 경제 쇠퇴로 인해 핵심 국가들 간의 갈등이 증가했다. 네덜란드의 재정 투자는 영국이 생산성과 무역 지배력을 확보하는 데 도움이 되었고, 네덜란드의 군사적 지원은 영국이 당시 지배권을 놓고 경쟁하던 상대국 프랑스를 물리치는 데 도움이 되었다.

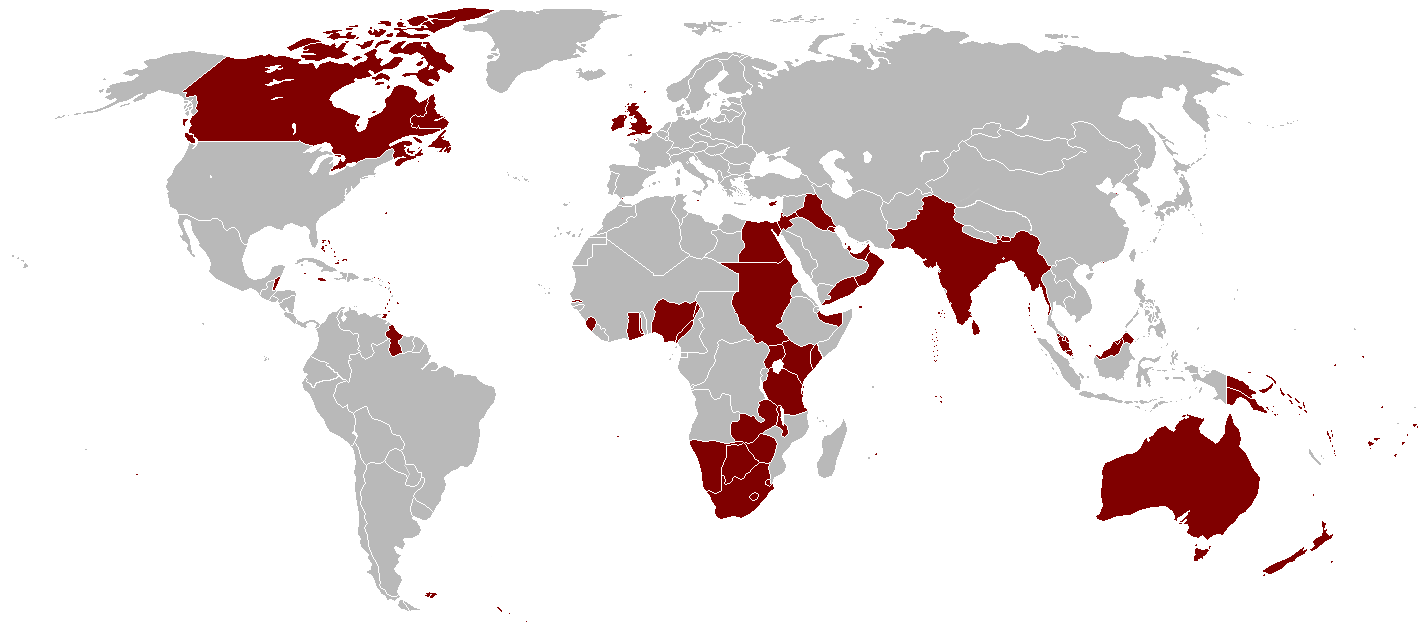
1921년 대영제국 지도

19세기에 영국은 네덜란드를 대신하여 패권을 잡았다. 새로운 영국의 지배로 인해 세계 시스템은 19세기에 다시 비교적 안정적으로 변했다. 영국은 신대륙, 아프리카, 아시아에 많은 식민지를 두고 전 세계로 확장하기 시작했다. 식민지 체제는 영국군에 부담을 주기 시작했고 다른 요인들과 함께 경제 침체로 이어졌다. 영국이 명확한 지배력을 잃은 후 다시 많은 핵심 분쟁이 발생했다. 이번에는 독일과 나중에 이탈리아와 일본이 새로운 위협을 제공했다.
산업화는 영국이 지배하는 동안 진행 중인 또 다른 과정이었으며, 그 결과 농업 부문의 중요성이 감소했다. 18세기에 영국은 유럽의 주요 산업 및 농업 생산국이었으며, 1900년까지 영국 인구의 10%만이 농업에 종사하고 있었다.
1900년경, 현대 세계 시스템은 대부분의 주변 사회가 이미 오래된 핵심 국가 중 하나에 의해 식민지화되었다는 점에서 한 세기 전의 세계 시스템과는 매우 다른 모습을 보였다. 1800년 구 유럽 핵심부는 세계 영토의 35%를 차지했지만 1914년에는 아프리카 분할로 제국 시대를 마감하면서 세계 영토의 85%를 차지했다. 핵심 국가가 네덜란드와 영국처럼 주변 지역을 활용하려면 이러한 주변 지역을 다른 핵심 국가에서 가져와야 했는데, 미국은 미국-스페인 전쟁을 통해 이를 수행했고 독일과 일본, 이탈리아는 제2차 세계대전을 앞두고 이를 시도했다. 따라서 현대 세계 시스템은 지리적으로 글로벌했고, 세계에서 가장 외딴 지역도 모두 세계 경제에 통합되었다.
각국이 핵심 지위를 놓고 경쟁하면서 미국도 마찬가지였다. 미국 남북전쟁으로 인해 북부 산업 엘리트들은 더 많은 권력을 갖게 되었고, 북부 산업 엘리트들은 이제 산업 확장을 돕는 정책을 위해 정부에 압력을 가할 수 있게 되었다. 네덜란드 은행가들과 마찬가지로 영국 은행가들도 미국에 더 많은 투자를 하고 있었다. 당시 미국은 다른 산업 국가에 비해 군사 예산이 적었다.
미국은 제1차 세계대전 이후 영국을 대신하여 새로운 지배 국가로 부상하기 시작했다. 제2차 세계대전 이후 일본과 유럽이 폐허가 된 상황에서 미국은 역사상 그 어느 나라보다 현대 세계 체제를 지배할 수 있었고, 미국과 중국은 주요 위협으로 간주되었다. 전성기 시절 미국의 경제 범위는 전 세계 산업 생산의 절반 이상을 차지했고, 전 세계 금 3분의 2를 소유했으며, 전 세계 수출의 3분의 1을 공급했다.
그러나 냉전이 끝난 이후 미국 패권의 미래에 대해 일부 학자들은 패권적 지위가 수십 년 동안 쇠퇴하고 있기 때문에 의문을 제기해 왔다. 20세기 말에 이르러 부유한 선진국의 핵심은 서유럽, 미국, 일본 및 다소 제한된 다른 국가들로 구성되었다. 반주변부는 일반적으로 서구 수준의 영향력을 얻지 못한 독립 국가들로 구성되었지만, 열악한 탈식민지화로 인해 서구의 식민지가 대부분의 주변부를 형성했다.

## 비판
세계 시스템 이론은 경쟁국들로부터 비판을 받아왔으며, 특히 경제에 너무 집중하고 문화에 충분하지 않으며 핵심 중심적이고 국가 중심적이라는 이유로 비판을 받았다. 윌리엄 I. 로빈슨은 세계 시스템 이론의 민족 국가 중심주의, 국가 구조주의적 접근 방식, 세계화의 부상을 개념화하지 못한다고 비판했다. 로빈슨은 세계 시스템 이론이 신흥 초국가적 사회 세력과 이들과 이들의 이익을 위해 봉사하는 글로벌 기관 간에 형성된 관계를 설명하지 않는다고 제안한다. 이러한 힘은 국가 시스템이 아닌 전 세계에서 작동하며 월러스타인의 국가 중심적 접근 방식으로는 이해할 수 없다.
월러스타인 자신에 따르면 세계 시스템 접근 방식에 대한 비판은 실증주의자, 정통 마르크스주의자, 국가 자치주의자, 문화주의자의 네 가지 방향에서 비롯된다고 한다. 실증주의자들은 이 접근 방식이 너무 일반화되기 쉽고, 정량적 데이터가 부족하며, 위조 가능한 명제를 제시하지 못한다고 비판한다. 정통 마르크스주의자들은 세계 시스템 접근 방식이 사회 계급 개념에 충분한 가중치를 부여하지 않는 등 정통 마르크스주의 원칙에서 너무 멀리 벗어났다고 생각한다. 그러나 "종속성 이론가들은 계급 사회의 수혜자인 부르주아 계급이 지배적인 국가의 이익과 일치하기 때문에 종속적인 관계를 유지했다고 주장했다"는 점에 주목할 필요가 있다. 주 자치주의자들은 이 이론이 주와 기업 간의 경계를 모호하게 만든다고 비판한다. 또한 실증주의자들과 국가 자치주의자들은 국가가 분석의 중심 단위가 되어야 한다고 주장한다. 마지막으로, 문화주의자들은 세계 시스템 이론이 경제에는 너무 많은 비중을 두고 문화에는 충분하지 않다고 주장한다. 월러스타인 자신의 말로 다음과 같이 말했다:
요컨대, 세계 시스템 분석에 대한 대부분의 비판은 세계 시스템 분석이 자신의 관점이라고 명시적으로 선언하는 것에 대해 비판한다. 세계 시스템 분석은 이러한 다른 분석 방식을 결함이 있거나 범위가 제한적이라고 보고 있으며, 이를 생각하지 않을 것을 요구한다.

세계 시스템 이론의 근본적인 개념적 문제 중 하나는 실제 개념 단위를 정의하는 가정이 사회 시스템이라는 것이다. 이를 정의하는 가정은 서로 어떻게 관련되어 있고 서로 어떻게 변화하는지 검토해야 한다. 세계 시스템 이론의 본질적인 주장은 16세기에 자본주의 세계 경제가 발전하여 세계 시스템으로 묘사될 수 있다는 것이다. 다음은 세계 시스템 이론의 기본 주장과 관련된 이론적 비판이다:
"오늘날 세계 경제에는 봉건 제도가 하나뿐이기 때문에 봉건 제도 이상의 사회주의 제도는 없다. 세계 경제이며 정의상 자본주의적 형태이다."
로버트 브레너는 세계 시장을 우선시한다는 것은 지역 계급 구조와 계급 투쟁을 소홀히 한다는 것을 의미한다고 지적했다:
"그들은 이러한 계급 구조 자체가 시장의 힘만으로는 이해할 수 없는 계급 투쟁의 결과로 나타나는 방식을 고려하지 않는다."
또 다른 비판은 테다 스코폴이 제기한 환원주의에 대한 비판이다: 그녀는 주간 시스템이 자본주의 세계 경제의 단순한 상부 구조가 아니라고 믿는다:
"군사적 경쟁의 초국가적 구조로서의 국제 국가 시스템은 원래 자본주의에 의해 만들어진 것이 아니다. 현대 세계사에서 볼 때, 이 시스템은 분석적으로 자율적인 수준의 세계 자본주의를 의미하지만 이를 축소할 수는 없다."
우리가 비판으로 인식하고 대부분 갱신으로 인식할 수 있는 개념은 식민지 개념이다(아니발 키자노, 2000, 네판틀라, 권력의 식민지성, 유로센트리즘, 라틴 아메리카). 라틴 아메리카의 "근대성/식민지주의" 싱크탱크에서 발행된 이 책은 식민지 체제에서 세계 작업 분할과 핵심/주변 시스템이라는 개념을 재사용한다. 그러나 세계 시스템의 "핵심 중심" 기원과 유일한 경제적 발전을 비판하면서 "식민지주의"는 권력이 여전히 전 세계 인구에 걸쳐 식민지 방식으로 처리되는 방식에 대한 추가적인 개념을 가능하게 한다(라몬 그로스포겔, "인식론적 탈식민지 전환" 2007): '식민지 상황'이란 식민지 행정의 존재 여부에 관계없이 지배적인 인종/민족에 의한 종속적인 인종/민족 집단에 대한 문화적, 정치적, 성적, 영적, 인식론적, 경제적 억압/착취를 의미한다. 식민지는 지금까지 성별의 식민지와 같은 여러 분야를 포함하며(마리아 루곤), "존재"의 식민지성(말도나도 토레스), 지식의 식민지성(월터 미뇰로)과 권력의 식민지성(아니발 키자노)을 포괄한다.

## 용어 사용에 관한 논란
‘세계체제’라는 어휘가 해석될 때 'world regime'으로 오역될 가능성이 있다는 주장이 있다. 이 오역을 막기 위해 ‘세계체제’보다는 ‘세계체계’라는 용어를 쓰는 것이 더 적절하다는 주장이 있다.

## 관련 학술자료
- Annales. Histoire, Sciences sociales
- Ecology and Society
- Journal of World-Systems Research

## 더 읽기
- Works of Samir Amin; especially 'Empire of Chaos' (1991) and 'Le developpement inegal. Essai sur les formations sociales du capitalisme peripherique' (1973)
- Works of Giovanni Arrighi
- Volker Bornschier - 라이브러리 (월드캣 카탈로그)
- József Böröcz
  - (2005), 'Redistributing Global Inequality: A Thought Experiment', Economic and Political Weekly 보관됨 2009-02-27 - 웨이백 머신, February 26:886-92.
  - (1992) 'Dual Dependency and Property Vacuum: Social Change in the State Socialist Semiperiphery' Theory & Society, 21:74-104.
- Christopher K. Chase-Dunn - 라이브러리 (월드캣 카탈로그)
- Andre Gunder Frank - 라이브러리 (월드캣 카탈로그)
- Grinin, L., Korotayev, A. and Tausch A. (2016) Economic Cycles, Crises, and the Global Periphery. Springer International Publishing, Heidelberg, New York, Dordrecht, London, ISBN 978-3-319-17780-9.
- Kohler, Gernot; Emilio José Chaves, 편집. (2003). 《Globalization: Critical Perspectives》. Hauppauge, New York: Nova Science Publishers. ISBN 1-59033-346-2. With contributions by Samir Amin, Christopher Chase-Dunn, Andre Gunder Frank, Immanuel Wallerstein. Pre-publication download of Chapter 5: The European Union: global challenge or global governance? 14 world system hypotheses and two scenarios on the future of the Union, pages 93 - 196 Arno Tausch at http://edoc.vifapol.de/opus/volltexte/2012/3587/pdf/049.pdf.
- Gotts, Nicholas M. (2007). “Resilience, Panarchy, and World-Systems Analysis”. 《Ecology and Society》 12 (1). doi:10.5751/ES-02017-120124. hdl:10535/3271.
- Korotayev A., Malkov A., Khaltourina D. Introduction to Social Macrodynamics: Compact Macromodels of the World System Growth. Moscow: URSS, 2006. ISBN 5-484-00414-4 .
- Lenin, Vladimir, 'Imperialism, the Highest Stage of Capitalism'
- Moore, Jason W. (2000). "Environmental Crises and the Metabolic Rift in World-Historical Perspective 보관됨 2017-03-09 - 웨이백 머신," Organization & Environment 13(2), 123–158.
- Raffer K. (1993), ‘Trade, transfers, and development: problems and prospects for the twenty-first century’ Aldershot, Hants, England; Brookfield, Vt., USA: E. Elgar Pub. Co.
- Raffer K. and Singer H.W. (1996), ‘The Foreign Aid Business. Economic Assistance and Development Cooperation’ Cheltenham and Borookfield: Edward Alger.
- Osvaldo Sunkel - 라이브러리 (월드캣 카탈로그)
- Tausch A. and Christian Ghymers (2006), 'From the "Washington" towards a "Vienna Consensus"? A quantitative analysis on globalization, development and global governance'. Hauppauge, New York: Nova Science.

## 같이 보기
- 페르낭 브로델
- 칼 폴라니
- 이매뉴얼 월러스틴
- 조반니 아리기
- 안토니오 그람시

## 참고 문헌
- 백승욱. (2006). ≪자본주의 역사 강의≫. 서울:그린비. ISBN 89-7682-967-0